# Französische Karte der Rheinlande 1 : 100.000
Die Französische Karte der Rheinlande 1 : 100.000 (französischer Originaltitel „Carte topographique des Pays compris entre la France, les Pays-Bas et le Rhin 1:100.000“) ist ein Kartenwerk. Sie ist eine Reduktion der Topographischen Aufnahme der Rheinlande von Tranchot durch das „Dépôt de la Guerre“ in den Maßstab 1 : 100.000.
Es wurde in Kupfer gestochen. Die erste Auflage erschien 1840, die letzte fortgeführte vierte Auflage 1870/71.